# NGC 5182
NGC 5182 (również PGC 47489) – galaktyka spiralna z poprzeczką (SBbc), znajdująca się w gwiazdozbiorze Hydry. Odkrył ją John Herschel 13 maja 1834 roku.